# Backwood Progression
Backwood Progression je první sólové studiové album anglického hudebníka Chrise Speddinga. Vydáno bylo v červenci roku 1970 společností Harvest Records. Spolu se Speddingem jej produkoval Andrew King. Nahráno bylo během přibližně jednoho týdne v londýnském studiu Abbey Road Studios. Nahrávalo se v době, kdy měl studiu zamluvené George Harrison, ale rozhodl se na čas si oddechnout. Deska byla do značné míry inspirována tvorbou Boba Dylana a skupiny The Band.

## Seznam skladeb
| Pořadí | Název                                 | Autor                          | Délka |
| ------ | ------------------------------------- | ------------------------------ | ----- |
| 1.     | For What We Are About to Hear         | Chris Spedding                 | 2:29  |
| 2.     | Backwood Progression                  | Spedding                       | 3:44  |
| 3.     | Words Don't Come                      | Spedding                       | 1:45  |
| 4.     | The Hill                              | Spedding                       | 3:27  |
| 5.     | You Can See                           | Spedding                       | 5:18  |
| 6.     | Session Man                           | Spedding                       | 1:27  |
| 7.     | Please Mrs. Henry                     | Bob Dylan                      | 2:18  |
| 8.     | The Soldiers and the Goodtime Girls   | Spedding                       | 3:57  |
| 9.     | Ought to Be a Law                     | Spedding                       | 2:27  |
| 10.    | She's My Friend                       | Spedding                       | 3:08  |
| 11.    | Should the Occasion Arise             | Spedding, Roger „Butch“ Potter | 2:14  |
| 12.    | Never Carry Any More Than You Can Eat | Spedding                       | 2:23  |
| 13.    | Backwood Theme                        | Spedding                       | 2:04  |

## Obsazení
Hudebníci
- Chris Spedding – zpěv, kytara
- Royston Mitchell – klavír, harmonium, doprovodné vokály
- Paul Abrahams – varhany
- Roy Babbington – basa
- Laurie Allan – bicí
- Frank Ricotti – konga

Technická podpora
- Chris Spedding a Andrew King – producenti
- Alan Parsons a Peter Brown – zvukoví inženýři